# 臺北榮民總醫院桃園分院

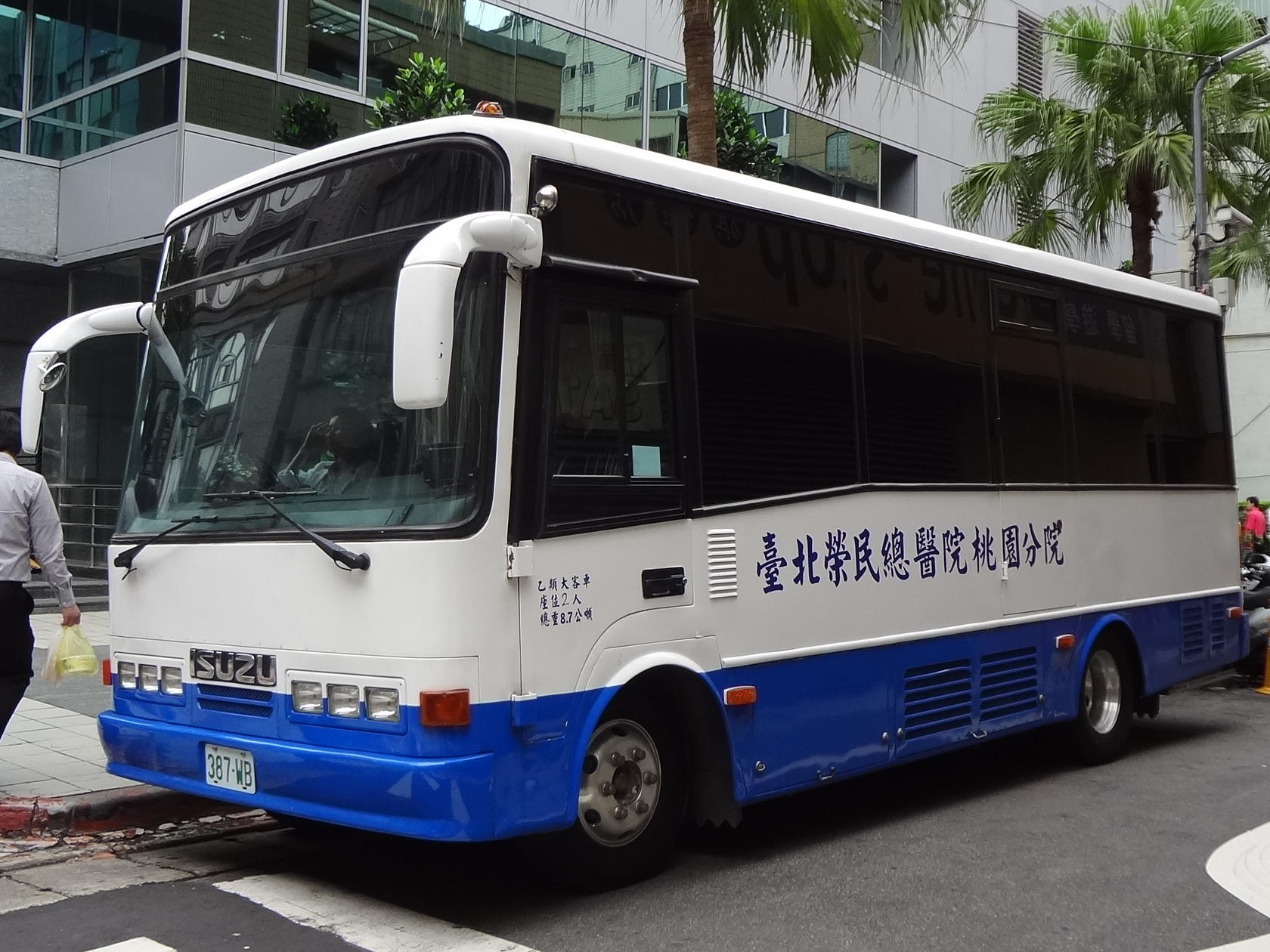
臺北榮民總醫院桃園分院巴士

臺北榮民總醫院桃園分院（簡稱桃榮）（英語：Taipei Veterans General Hospital, Taoyuan Branch），是中華民國國軍退除役官兵輔導委員會臺北榮民總醫院所轄的一間公營醫院，以收療榮民、榮眷慢性病病患為主，位於桃園市桃園區。除了支援地區群體醫療中心、台北榮總轉診作業外，也是退輔會臺北、板橋、桃園、八德榮譽國民之家的醫療支援責任醫院。

## 歷史
- 1957年9月：「臺灣楠梓榮民結核病醫院」創院，位於高雄市楠梓加工區（今楠梓科技產業園區）西南側；同年10月改名為「臺灣楠梓榮民醫院」。
- 1963年：更名為「行政院國軍退除役官兵就業輔導委員會楠梓榮民醫院」。
- 1966年：全銜隨退撫會更名為「行政院國軍退除役官兵輔導委員會楠梓榮民醫院」。
- 1991年6月30日：為加強對桃園、中壢、楊梅地區的醫療服務，並紓解台北榮總的醫療負荷，於桃園市虎頭山麓興建新院動工。
- 1994年7月：臺灣楠梓榮民醫院遷到桃園的新建院址，更名為「行政院國軍退除役官兵輔導委員會桃園榮民醫院」；同年10月29日開院。
- 1998年：桃園榮民醫院升格為區域教學醫院。
- 2012年1月1日：隨國軍退除役官兵輔導委員會組織調整，改制為「臺北榮民總醫院桃園分院」。 [1]

## 組織架構
- 院長
- 副院長

醫療單位
- 外科部
  - 一般外科
  - 神經外科
  - 胸腔外科
  - 心臟外科
  - 骨科
  - 泌尿外科
- 內科部
  - 一般內科
  - 神經內科
  - 心臟內科
  - 胃腸科
  - 胸腔內科
  - 新陳代謝科
  - 腎臟科
  - 血液腫瘤科
- 護理部
- 家庭醫學科
- 高齡醫學科
- 病理檢驗科
- 急診醫學科
- 放射線科
- 耳鼻喉科
- 麻醉科
- 精神科
- 婦產科
- 小兒科
- 皮膚科
- 復健科
- 藥劑科
- 營養科
- 眼科
- 牙科

行政單位
- 醫務企管室
- 秘書室
- 人事室
- 政風室
- 主計室
- 社會工作室
- 職業安全衛生室

任務編組
- 社區醫學部
- 健檢管理中心
- 醫療資訊組
- 感染控制室
- 醫品中心
- 教研中心

## 歷任院長
楠榮分院時期
桃榮時期
| 任次 | 姓名                   | 就任時間       | 卸任時間        |
| 院長 | 院長                   | 院長           | 院長            |
| ---- | ---------------------- | -------------- | --------------- |
| 1    | 隋永溫（簡任）         | 1994年11月20日 | 1997年1月16日止 |
| 2    | 萬漢雷                 | 1997年1月16日  | 2003年5月20日止 |
| 3    | 李安仁（上校退伍）     | 2003年5月20日  | 2008年1月31日止 |
| 4    | 譚光還（上校退伍）     | 2008年2月1日   | 2011年3月31日   |
| 5    | 呂立群（空軍少將退伍） | 2011年4月1日   | 2012年12月17日  |
| 6    | 王德芳（少將退伍）     | 2012年5月16日  | 2018年12月17日  |
| 7    | 盧星華                 | 2018年12月17日 | 2023年6月2日    |
| 8    | 王智弘（少將退伍）     | 2023年6月2日   | 2024年7月31日   |
| 9    | 彭家勛 （上校退伍）    | 2024年7月31日  | 現任            |